# Peristernia carotiana

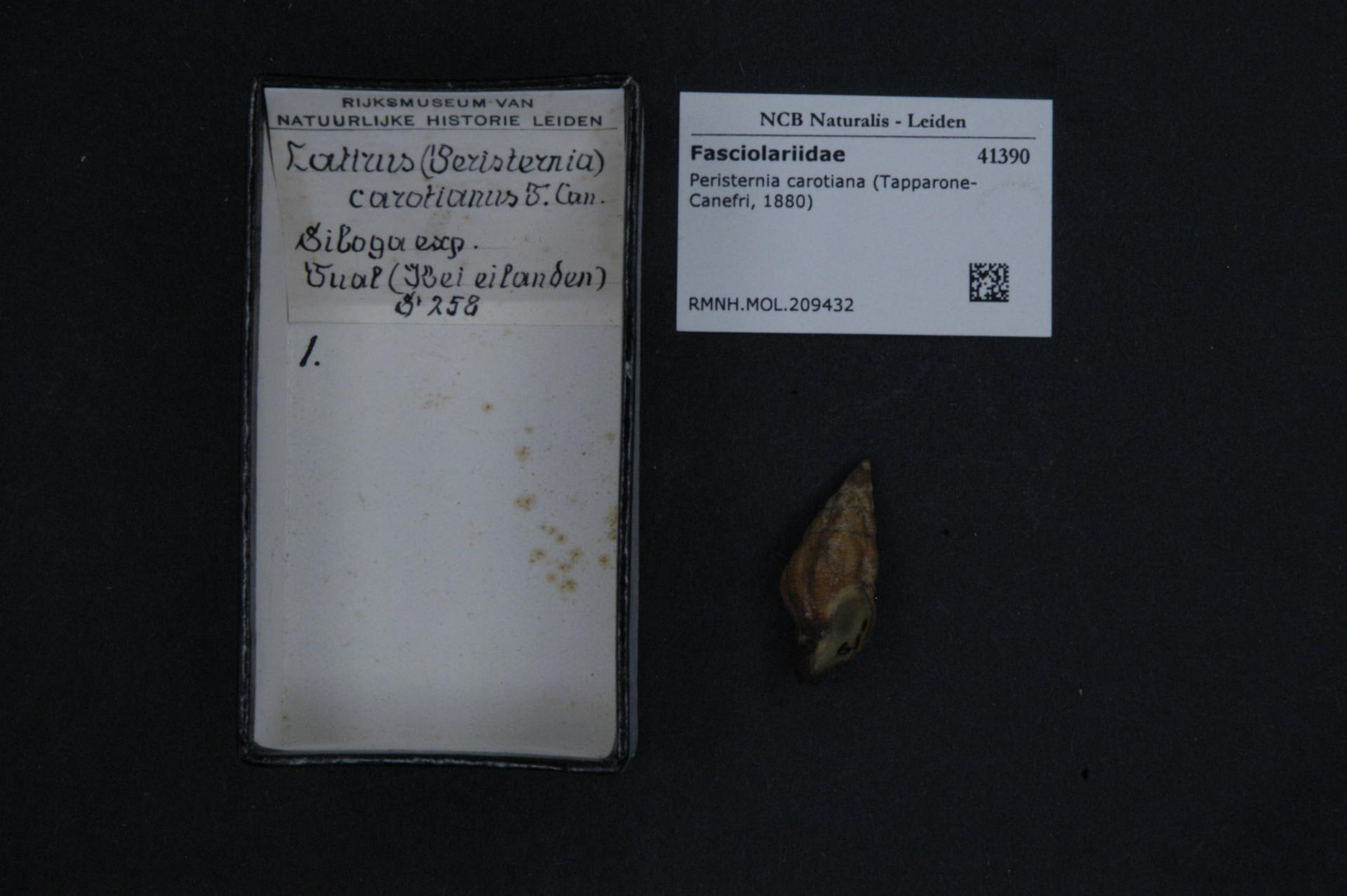

Peristernia carotiana là một loài ốc biển, là động vật thân mềm chân bụng sống ở biển trong họ Fasciolariidae.

## Phân bố
Loài này phân bố ở Ấn Độ Dương dọc theo Mauritius